# Frohen-sur-Authie
Frohen-sur-Authie è un comune francese di 218 abitanti situato nel dipartimento della Somme nella regione dell'Alta Francia.
È stato costituito il 1º gennaio 2007 a seguito della fusione tra i comuni di Frohen-le-Grand e Frohen-le-Petit.
Il suo territorio comunale è bagnato dalle acque del fiume Authie.

## Storia
Le signorie di Frohen-le-Grand e Frohen-le-Petit appartennero prima alla famiglia de Créquy, e poi ai Perrot de Fercourt.
Dal 1º gennaio 2007, si sono fusi nel nuovo comune di Frohen-sur-Authie.

### Simboli
Lo stemma del comune si blasona: 
Creato da Jean-François Binon e adottato il 15 marzo 2019.
Il vepre (créquier) proviene dallo stemma della famiglia De Créquy. La fede (due mani che si stringono) simbolizza la fusione di Frohen-le-Grand e Frohen-le-Petit. Il trifoglio è un attributo del santo irlandese Furseo. Le onde rappresentano il fiume Authie che bagna il comune e le chiavi sono gli attributi di san Pietro.

## Società

### Evoluzione demografica
Abitanti censiti

## Monumenti e luoghi d'interesse

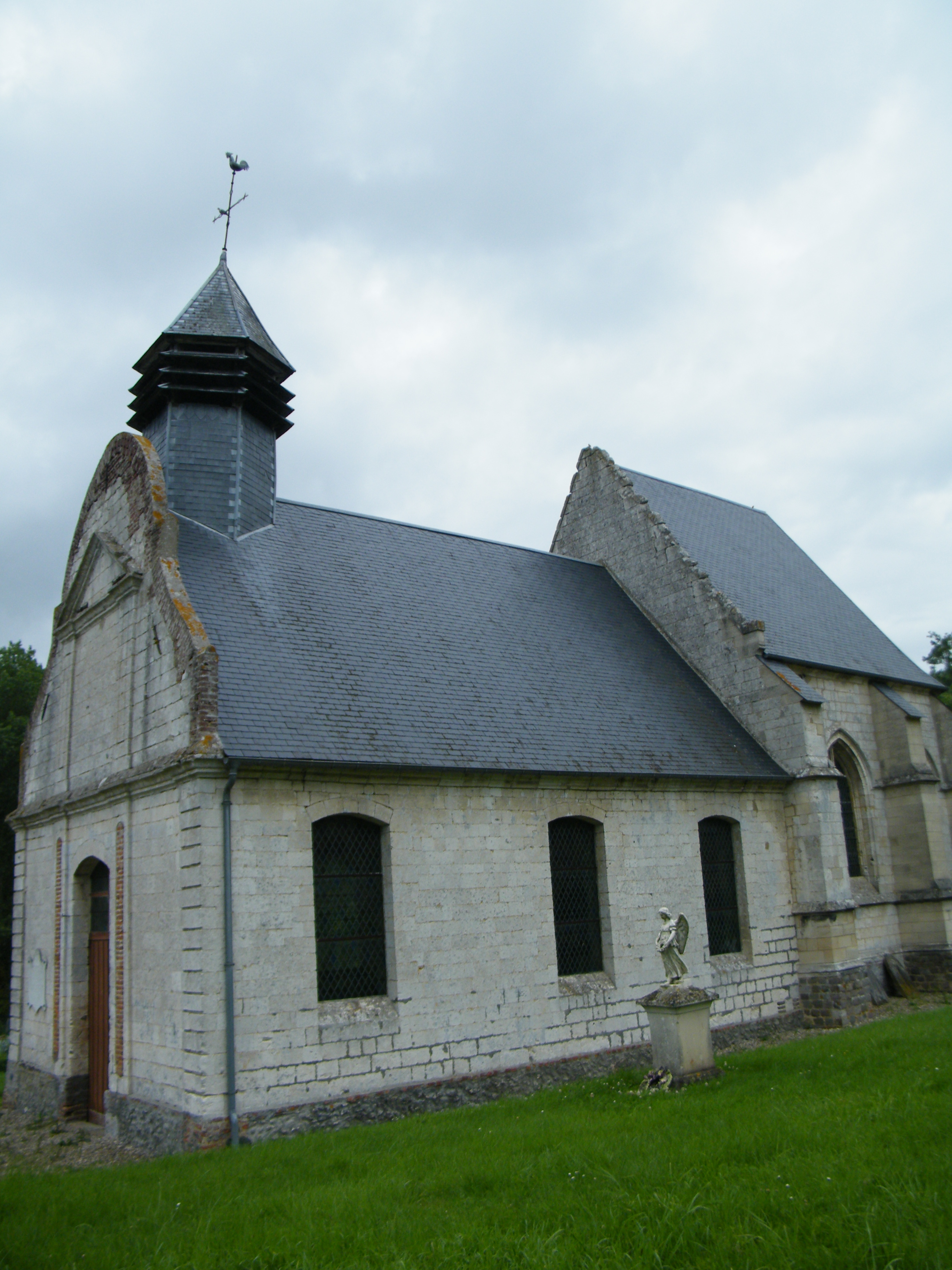
Chiesa di San Pietro

- La chiesa di San Pietro a Frohen-le-Petit:
 il coro — registrato come Monumento storico di Francia con decreto del 19 febbraio 1926[4] — è stato costruito nel XVI secolo, la navata e la facciata nel XVIII secolo. La chiesa è costruita in pietra con il coro più alto della navata. La facciata è in stile neoclassico e il campanile esagonale ha la copertura in ardesia. All'interno sono conservate: una statua di san Furseo del XVI secolo (classificata Monumento storico dal 1922)[5] e le pietre tombali di Perrot de Fercourt, signore di Frohen-le-Grand e Frohen-le-Petit, di Marie-Antoinette de Créquy-Canaples e di padre Dubos, parroco per 48 anni, deceduto nel 1699.
- La cappella di Saint-Furcy a Frohen-le-Grand:
 La leggenda vuole che l'acqua della sua fontana guarisca le malattie della pelle.
- Il castello di Frohen-le-Grand:
 costruito nel XVIII secolo da Hector Perrot (1724–1775), marchese di Fercourt e barone di Frohen. Durante la seconda guerra mondiale, occupato da un reggimento austriaco e poi dallo stato maggiore tedesco, fu oggetto di un violento bombardamento aereo inglese il 24 giugno 1944, che distrusse l'ala ovest.[6]